# Cổng Địa ngục

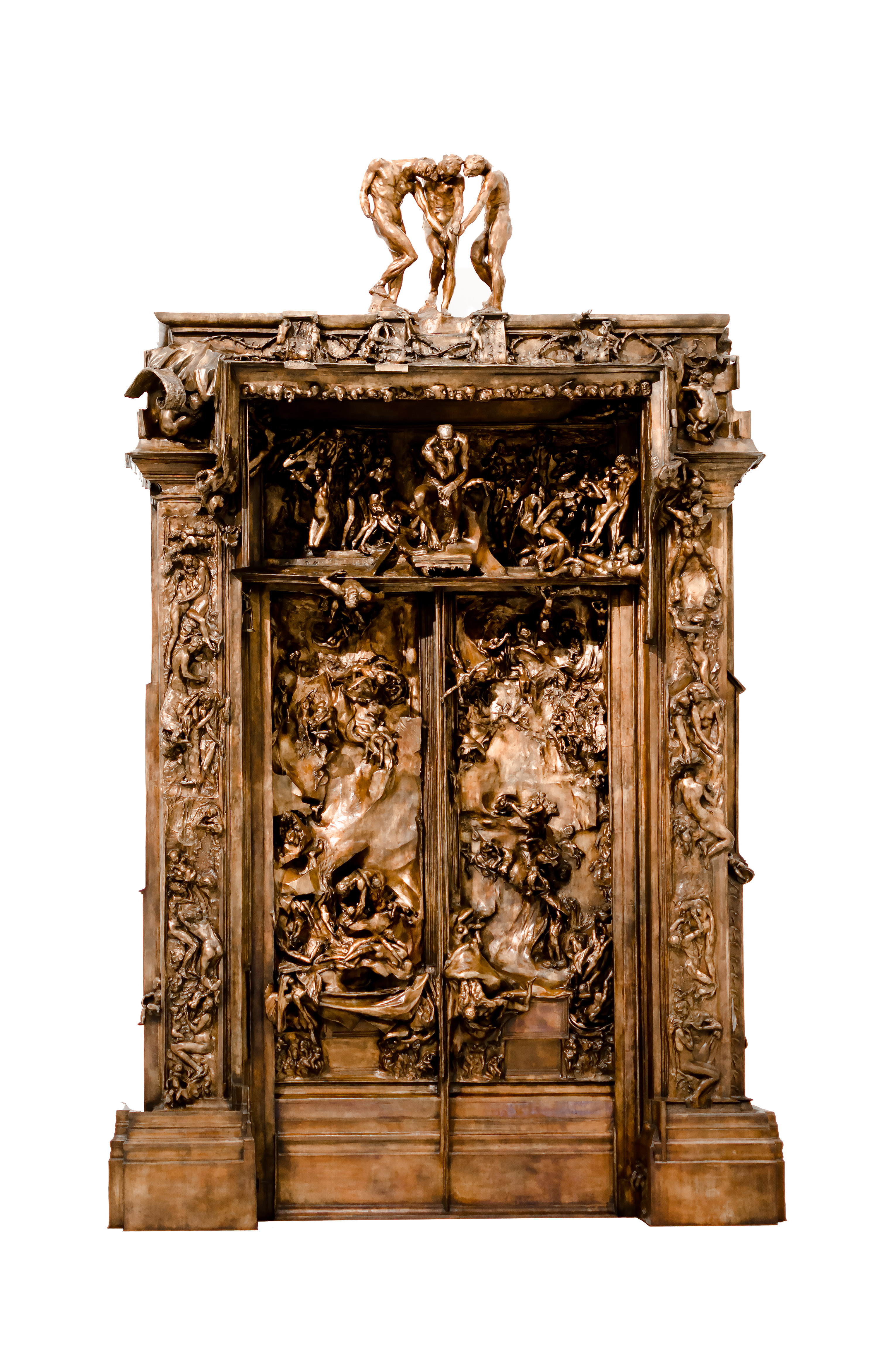
Cổng Địa ngục, Museo Soumaya, Thành phố Mexico

The Gates of Hell, Cổng Địa ngục (tiếng Pháp: La Porte de l'Enfer) là một nhóm tác phẩm điêu khắc hoành tráng của nghệ sĩ người Pháp Auguste Rodin mô tả một cảnh trong Inferno, phần đầu tiên dựa theo Divine Comedy của Dante Alighieri. Nó đứng ở vị trí cao 6 mét, rộng 4 mét và sâu 1 mét (19,7×13,1×3,3 ft) và chứa 180 nhân vật (figure). Các con số dao động từ 15 xentimét (6 in) cao lên đến hơn một mét (3 ft). Một số nhân vật cũng được đúc thành những bức tượng độc lập tự do.

## Lịch sử
Tác phẩm điêu khắc được Tổng cục Mỹ thuật ủy quyền vào năm 1880 và dự kiến sẽ được giao vào năm 1885. Rodin sẽ tiếp tục làm và thực hiện dự án này trong 37 năm, cho đến khi ông qua đời vào năm 1917. Ban Giám đốc đã yêu cầu một lối vào mời đến Bảo tàng Nghệ thuật Trang trí đã được lên kế hoạch với chủ đề giao cho Rodin lựa chọn. Ngay cả trước khi được ủy nhiệm, Rodin đã phát triển các bản phác thảo của một số nhân vật của Dante dựa trên sự ngưỡng mộ của ông đối với Inferno của Dante.
Bảo tàng Nghệ thuật Trang trí chưa bao giờ được xây dựng. Rodin đã làm việc trong dự án này ở tầng trệt của Hôtel Biron. Gần cuối đời, Rodin đã hiến tặng các tác phẩm điêu khắc, bản vẽ và quyền sao chép cho chính phủ Pháp. Năm 1919, hai năm sau khi ông qua đời, Hôtel Biron trở thành Bảo tàng Rodin, nơi có dàn diễn viên Cổng Địa ngục và các công trình liên quan.

## Cảm hứng
Dẫn tôi qua con đường vào thành phố đau khổ,

Dẫn tôi qua con đường dẫn đến nỗi đau vĩnh viễn,

Dẫn tôi qua con đường chạy giữa những người đã mất.

Công lý thúc giục trên người khởi phát của tôi;

Người tạo ra tôi là quyền thần thiêng liêng,

Trí tuệ cao nhất, và Tình yêu nguyên sơ.

Trước tôi không có gì ngoài những thứ vĩnh cửu

Đã được tạo ra, và tôi tồn tại vĩnh viễn.

 'Từ bỏ mọi hy vọng của những ai vào đây.' '
Dante, Inferno, 3.1–9
Rodin quan niệm rằng mọi người sẽ đi bộ về phía công trình, có thể là đi lên cầu thang, và bị choáng ngợp trước những cánh cổng đồ sộ, chiêm nghiệm về trải nghiệm địa ngục mà Dante mô tả trong tác phẩm Inferno của ông. Rodin đặc biệt nghĩ đến lời cảnh báo của Dante trước lối vào của Inferno, "Hãy từ bỏ mọi hy vọng, kẻ vào đây."
Trước đây, một tác phẩm tầm cỡ như Cổng Địa ngục chưa từng được thử nghiệm, nhưng nguồn cảm hứng đến từ Cửa Địa đàng của Lorenzo Ghiberti tại Baptistery of St. John, Florence, những cánh cửa bằng đồng thế kỷ 15 mô tả các nhân vật trong Cựu ước. Một nguồn cảm hứng khác là các thánh đường thời trung cổ kết hợp giữa phù điêu cao và thấp. Rodin cũng lấy cảm hứng từ bức bích họa The Last Judgment của Michelangelo, bức tranh The Barque of Dante của Delacroix, bộ sưu tập La Comédie humaine của Balzac và bài thơ Les Fleurs du mal của Baudelaire.
Trong một bài báo trên Le Matin, Rodin nói: "Suốt một năm tôi sống với Dante, chỉ với anh ấy, vẽ tám vòng tròn địa ngục của anh ấy. [... ] Vào cuối năm nay, tôi nhận ra rằng trong khi bản vẽ của tôi thể hiện tầm nhìn của tôi về Dante, chúng đã trở nên quá xa vời so với thực tế. Vì vậy, tôi bắt đầu lại từ đầu, làm việc từ bản chất, với các mô hình của mình."

## Bộ sưu tập

Các biến thể của Cổng Địa ngục
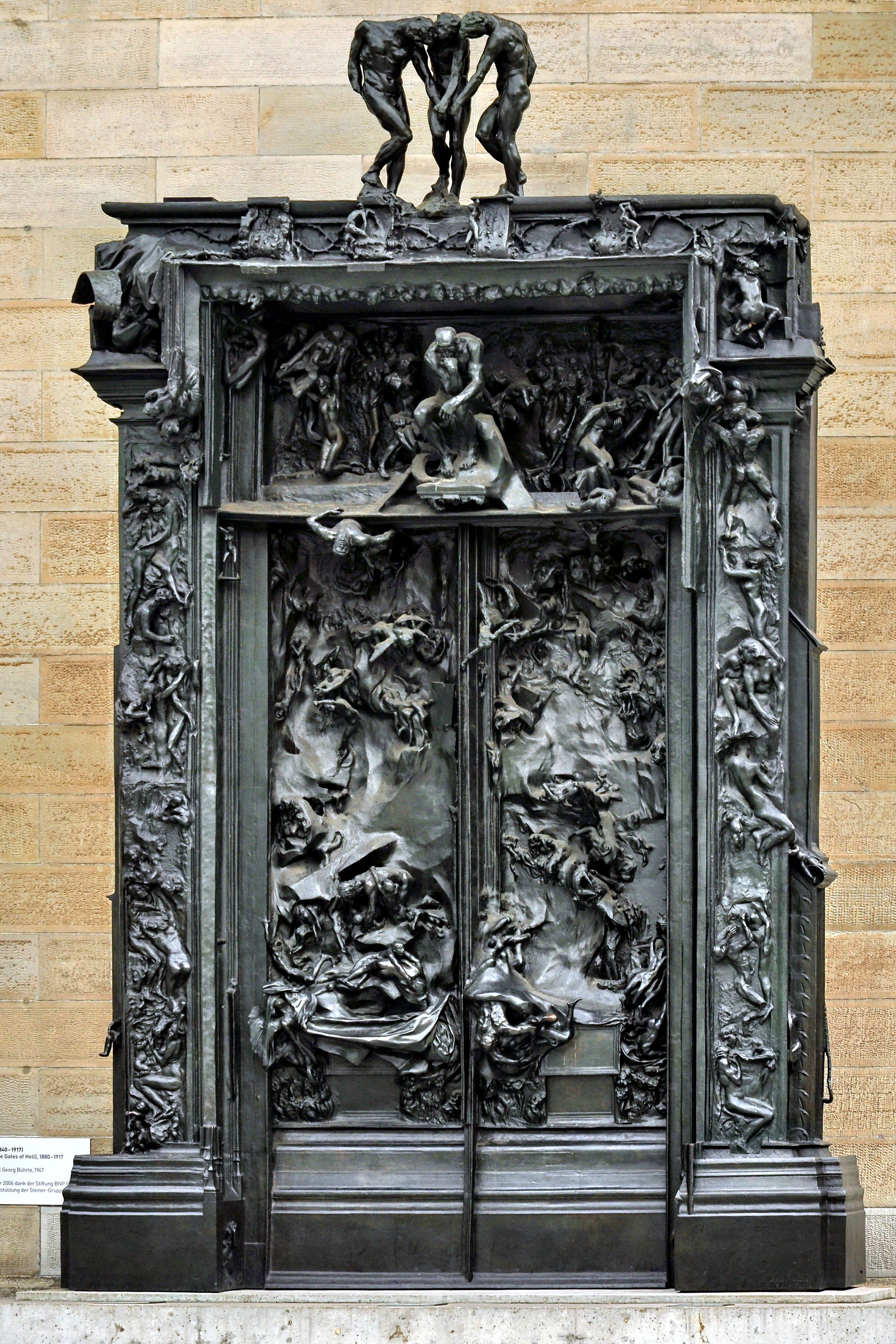
Kunsthaus Zürich ở Zurich
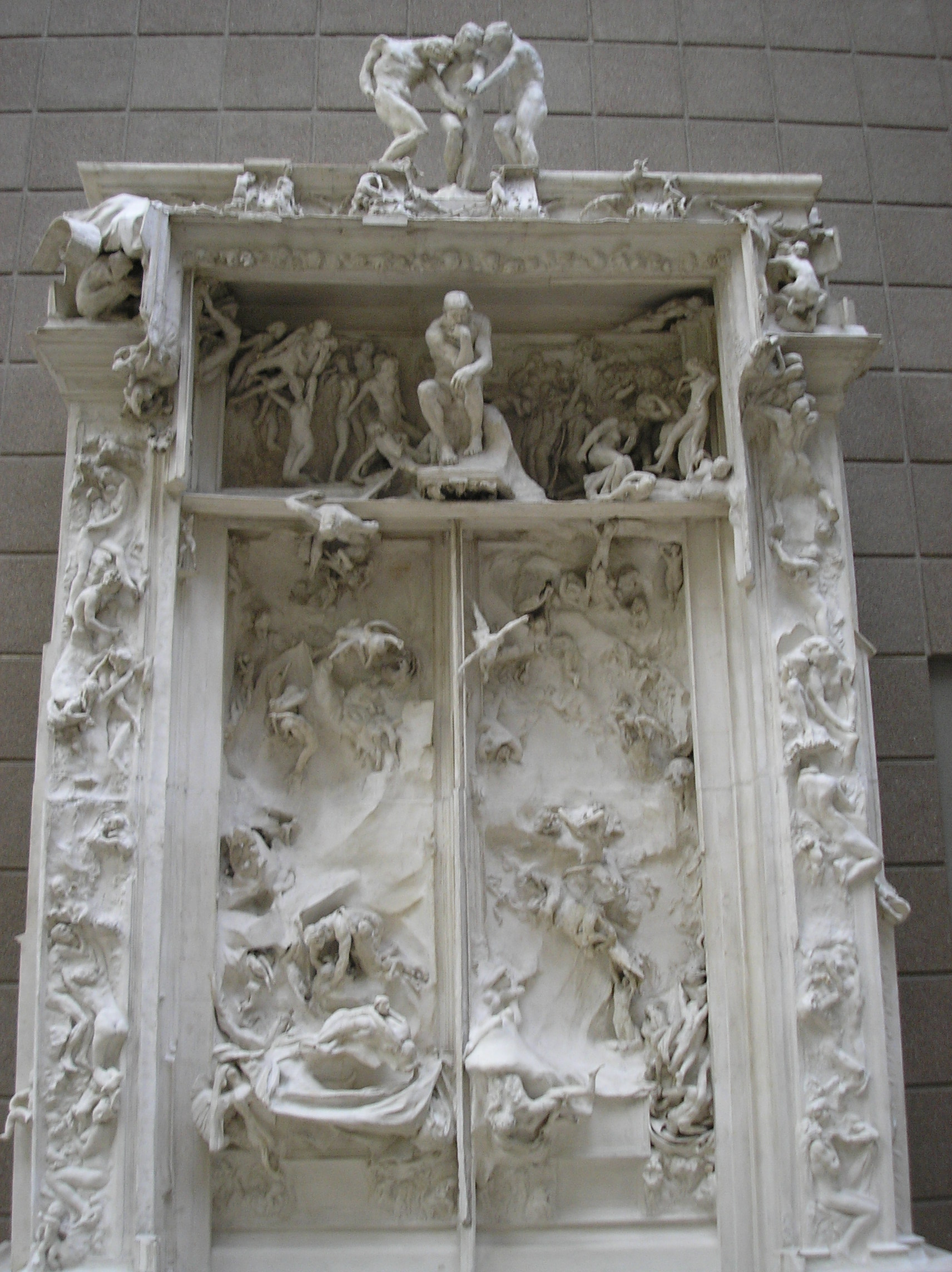
Musée d'Orsay ở Paris
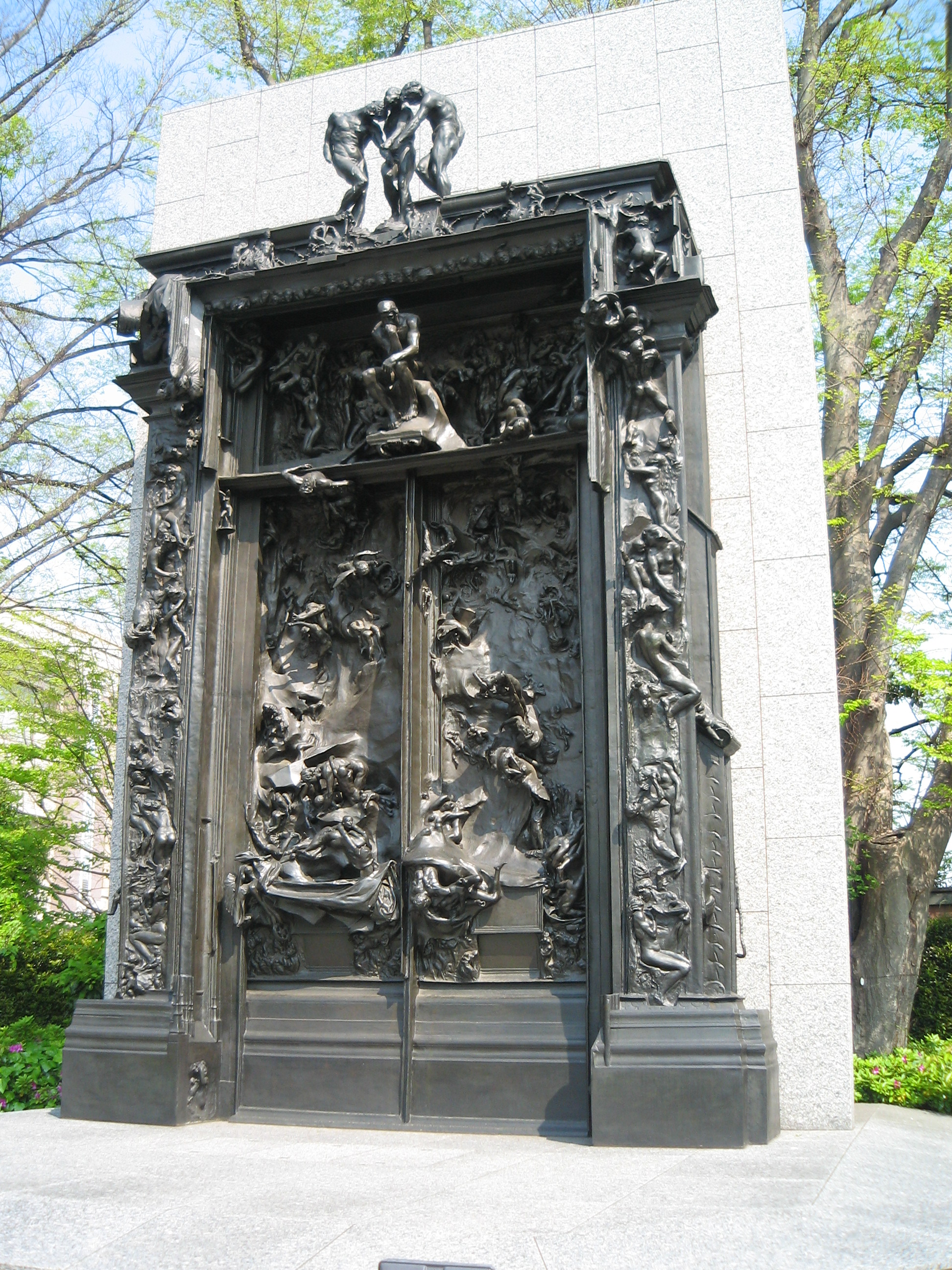
Bảo tàng Nghệ thuật phương Tây quốc gia ở Công viên Ueno, Tokyo
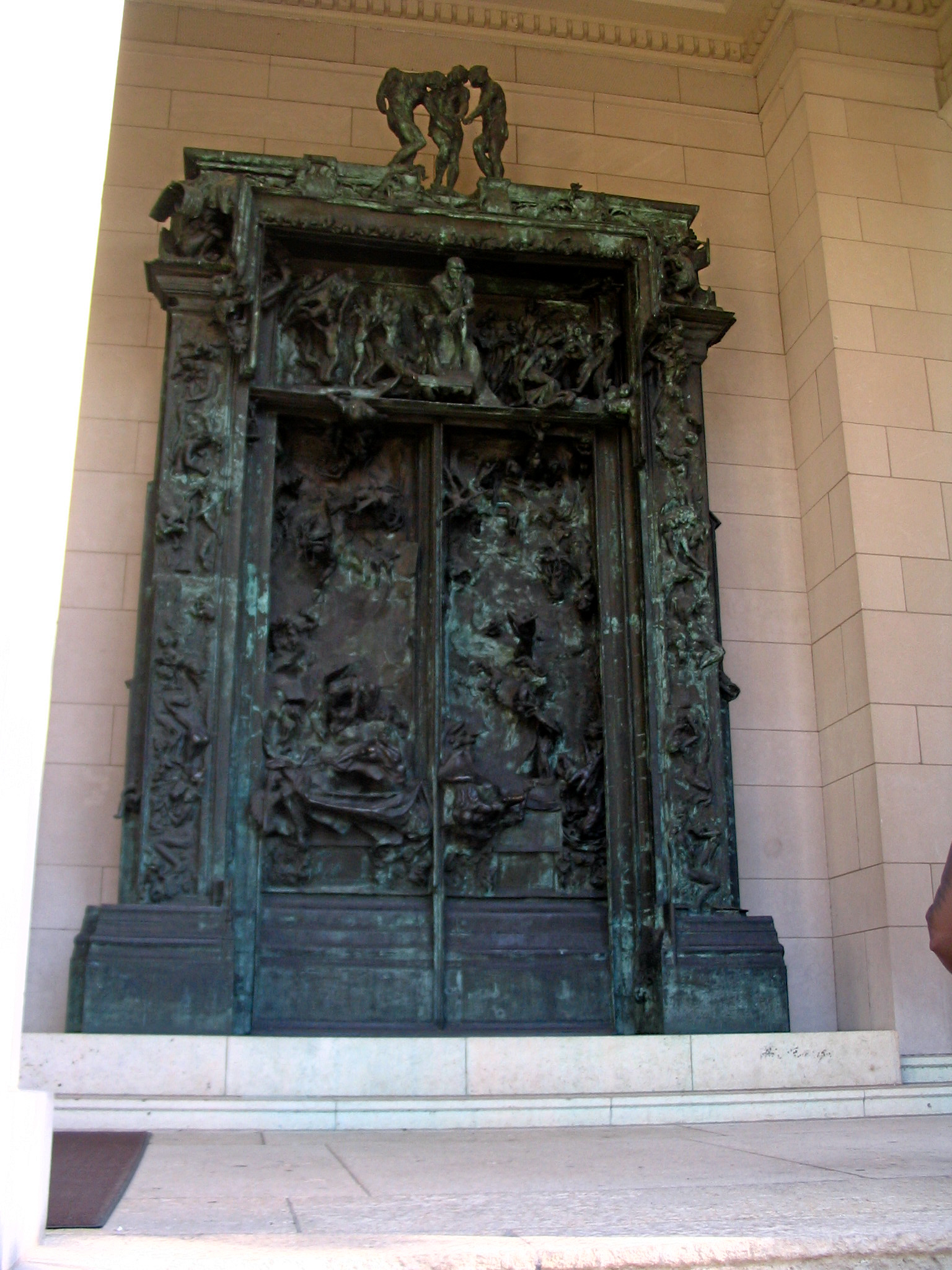
Bảo tàng Rodin ở Philadelphia
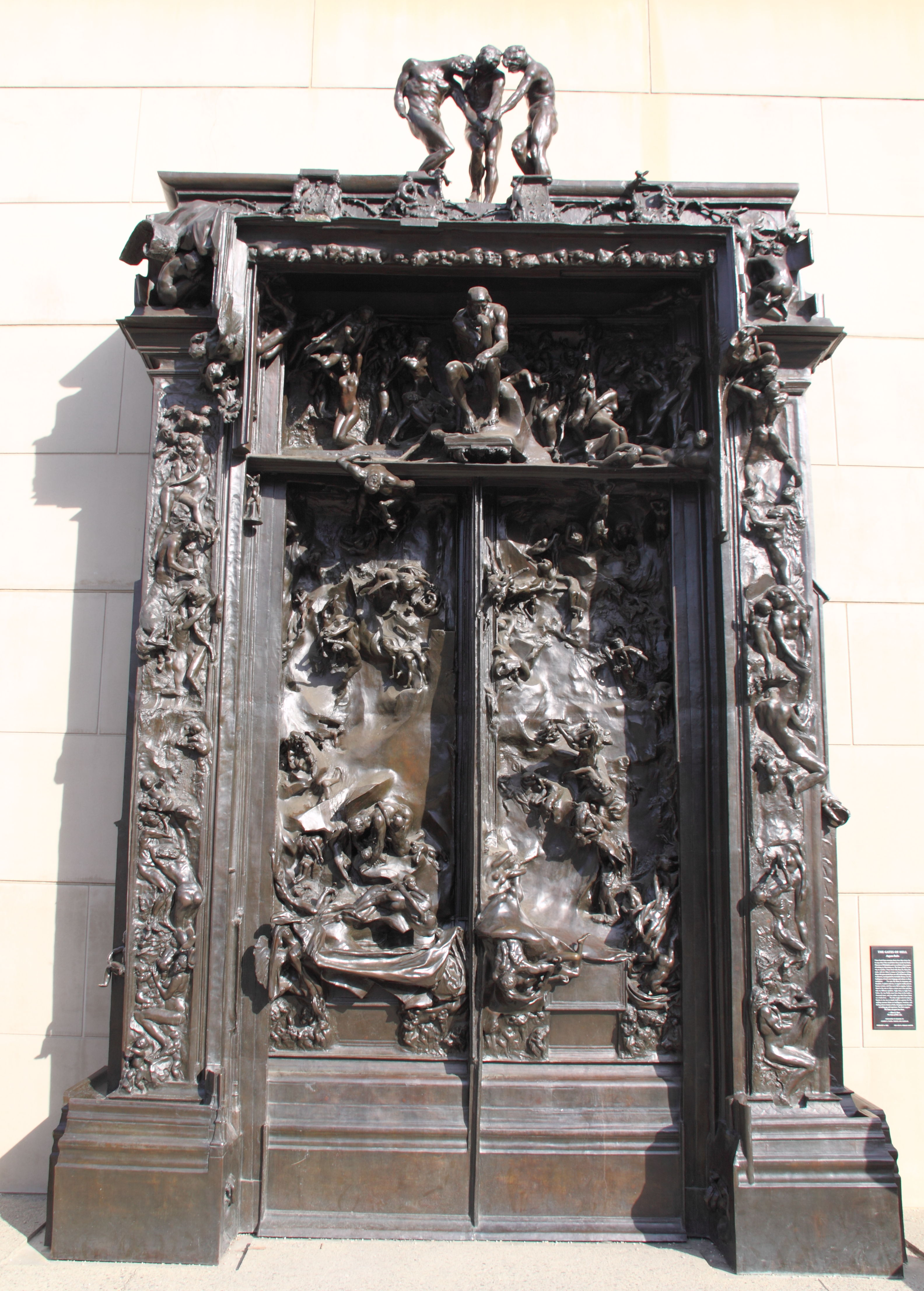
Trung tâm Nghệ thuật Thị giác Iris & B. Gerald Cantor tại Đại học Stanford

## Những nhân vật nổi bật

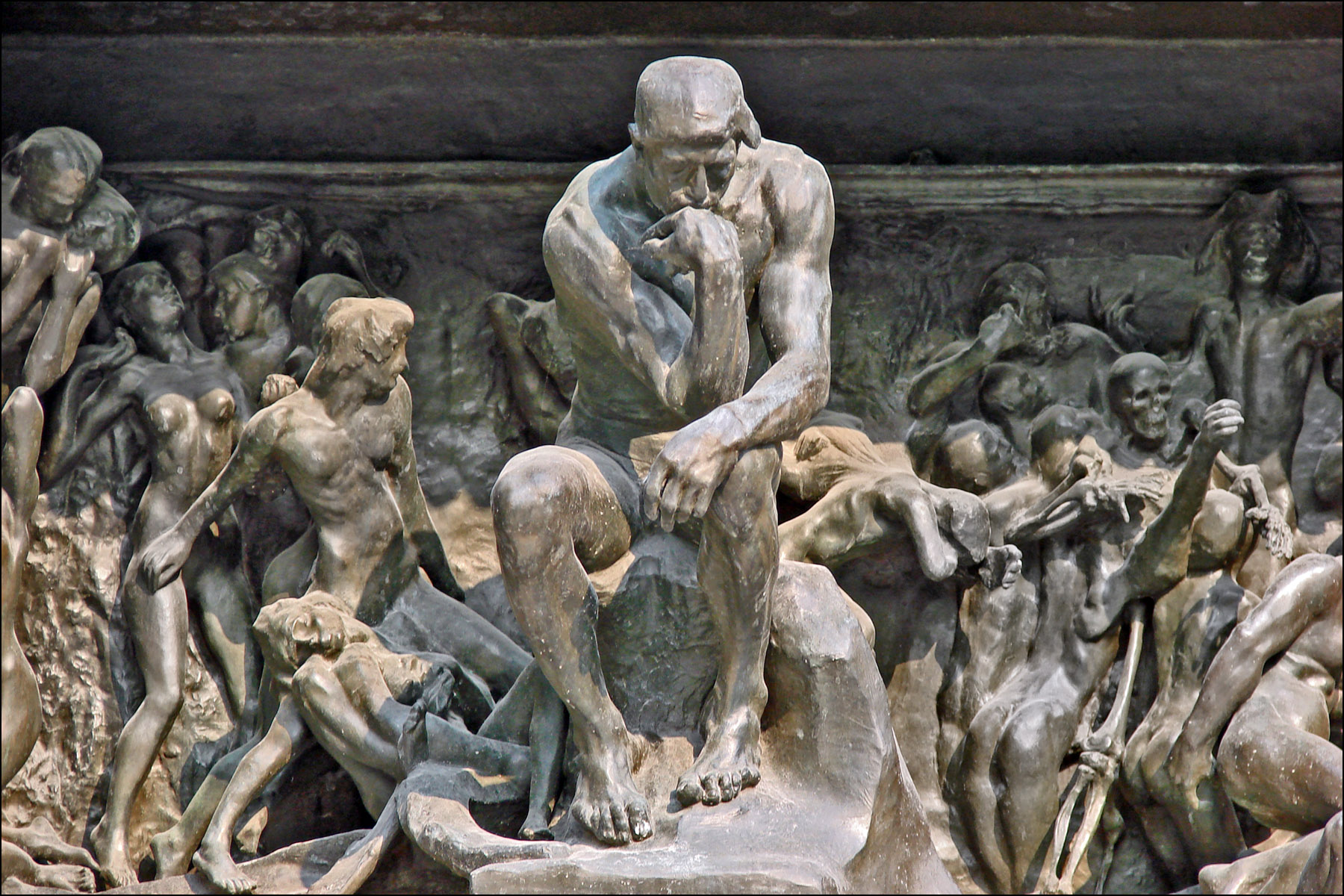
Người suy tư (hay Người suy ngẫm) trong Cổng tại bảo tàng Rodin

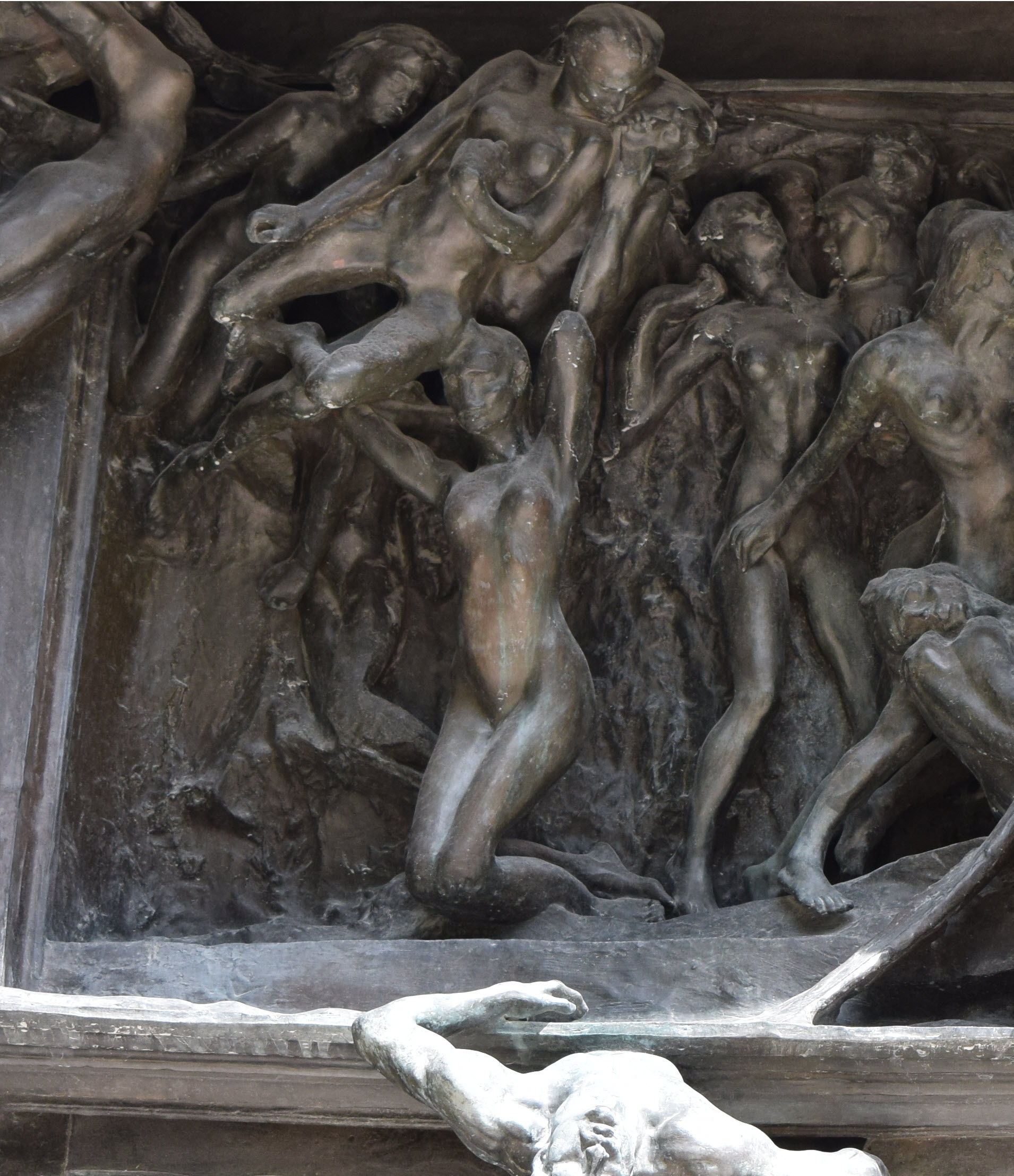
Chi tiết của Nữ Quỳ gối Faun trong tympanum (trán tường cổ điển)

Các tác phẩm điêu khắc ban đầu đã được phóng to và trở thành tác phẩm nghệ thuật của riêng họ.
- Người suy tư (Người suy ngẫm, Nhà tư tưởng, Le Penseur), còn gọi là Nhà thơ, nằm phía trên các ô cửa. Một cách giải thích cho rằng nó có thể đại diện cho việc Dante nhìn xuống các nhân vật trong Inferno. Một cách giải thích khác cho rằng Nhà tư tưởng là chính Rodin đang suy ngẫm về bố cục của mình. Những người khác tin rằng nhân vật đó có thể là Adam, đang suy tính về sự hủy diệt mang lại cho nhân loại vì tội lỗi của anh ta.
- The Kiss (Le Baiser) ban đầu nằm trong The Gate cùng với các nhân vật khác của Paolo và Francesca da Rimini. Rodin muốn thể hiện niềm vui ban đầu cũng như nỗi đau cuối cùng của họ. Ông loại bỏ hình nhân vật được gọi là The Kiss vì nó có vẻ mâu thuẫn với những nhân vật đau khổ khác.
- Ugolino and His Children (Ugolin et ses enfants) miêu tả Ugolino della Gherardesca, người theo câu chuyện, đã ăn xác của những đứa con của mình sau khi chúng chết vì đói (Dante, Inferno, Canto XXXIII). Nhóm Ugolino được đúc bằng đồng riêng vào năm 1882.
- The Three Shades (Ba Sắc thái, Les Trois Ombres) ban đầu cao 98 cm. Nhóm kích thước quá tuổi thọ ban đầu được thực hiện bởi ba con số độc lập vào năm 1899. Sau đó, Rodin đã thay thế một tay của các nhân vật để hợp nhất chúng lại với nhau, giống với phiên bản nhỏ hơn. Các số liệu ban đầu chỉ ra cụm từ "Lasciate ogne Speranza, voi ch'intrate" ("Hãy từ bỏ tất cả hy vọng, những người vào đây") từ Canto III của Inferno.[6]
- Fleeting Love (Tình yêu thoáng qua, Fugit Amor) nằm trên ô cửa bên phải, nó là một trong số những hình tượng đôi tình nhân đại diện cho Paolo và Francesca da Rimini. Hình nam còn có tên là The Prodigal.
- Paolo và Francesca được hiển thị trên ô cửa bên trái. Paolo cố gắng tiếp cận Francesca, người dường như đã bỏ trốn.
- Thiền xuất hiện ở phần ngoài cùng bên phải của tympanum, được thể hiện dưới dạng hình phóng to vào năm 1896.
- Old Courtesan là một đồ đồng đúc từ năm 1910 của một phụ nữ già, khỏa thân. Tác phẩm điêu khắc còn được gọi là Cô ấy từng là người vợ xinh đẹp của người thợ làm mũ bảo hiểm (Celle qui fut la belle heulmière). Tiêu đề này được lấy từ một bài thơ của François Villon.
- Fallen Caryatid Carrying Her Stone được dựa trên nhân vật ở trên cùng của trụ cột (pilaster) bên trái. Khoảng năm 1881 Rodin đã phóng to cô ấy và tặng cô ấy một viên đá.[7]
- I Am Beautiful (Je suis belle), được đúc năm 1882, nằm trong bộ tượng thứ hai ở phần cực bên phải của cánh cửa.
- Eternal Springtime (L'Éternel printemps) được đúc vào năm 1884. Nó tồn tại trong một số phiên bản riêng biệt, cả bằng đá cẩm thạch và bằng đồng.
- Despair được tìm thấy trong nhiều phiên bản khác nhau trên cả ô cửa bên trái và bên phải.
- Kneeling Female Faun được thai nghén vào khoảng năm 1884 và được đúc lần đầu tiên vào năm 1887. Nó được tìm thấy ở phía bên trái của tympanum, phía trước các bức phù điêu tạo thành nền.
- Adam and Eve. Rodin đã yêu cầu ban giám đốc cung cấp thêm ngân quỹ cho các tác phẩm điêu khắc độc lập về Adam và Eve được dùng để đóng khung Cổng Đa ngục. Tuy nhiên, Rodin thấy rằng anh không thể hiểu đúng hình dáng của Eve. Do đó, một số nhân vật của Eve đã được tạo ra, không có hình nào được sử dụng, và tất cả chúng sau đó đã được bán.

Hầu hết các hình vẽ riêng lẻ được khắc họa trên cổng không bắt nguồn từ Dante. Tác phẩm điêu khắc của Rodin không phải là minh họa cho các cảnh trong Inferno. Thay vào đó, Rodin đã "sáng tạo lại" địa ngục của Dante để bao gồm những nhân vật đã nhân cách hóa quan niệm của chính mình. Ví dụ, Adam và Eve của Dante đang ở trong Địa đàng, được cho là đã được "giải cứu" khỏi sự trừng phạt vĩnh viễn bởi Chúa Kitô vào Thứ Bảy Tuần Thánh trong Địa ngục.
Ba sắc thái là sự biến đổi của ba tội nhân mà Dante gặp phải trong Vòng tròn thứ bảy gồm những kẻ giết người, tự tử và đồng tính luyến ái, tất cả đều nằm trong số những kẻ bạo lực chống lại người khác, bản thân và thiên nhiên.
Các nhân vật khác hoặc hoàn toàn do Rodin sáng tạo ra hoặc lấy từ các nguồn văn học khác.

## Địa điểm
Bức tượng thạch cao ban đầu được phục hồi vào năm 1917 và được trưng bày tại Musée d'Orsay ở Paris. Một loạt các khuôn thạch cao minh họa sự phát triển của tác phẩm được trưng bày tại Bảo tàng Rodin ở Meudon. Cũng trong năm 1917, một mô hình đã được sử dụng để làm ba vật đúc bằng đồng ban đầu:
- Bảo tàng Rodin, Paris.[8]
- Bảo tàng Rodin, Philadelphia, Pennsylvania.
- Bảo tàng Nghệ thuật Phương Tây Quốc gia ở Công viên Ueno, Tokyo.[9]

Các tượng đồng tiếp theo đã được Musée Rodin phân phối đến một số địa điểm, bao gồm:
- Kunsthaus Zürich, Zurich
- Trung tâm Nghệ thuật Thị giác Iris & B. Gerald Cantor tại Đại học Stanford
- Cao nguyên, Seoul, Hàn Quốc
- Museo Soumaya, Thành phố Mexico

## Các tác phẩm đề cập
Một số tác phẩm giải trí đề cập hoặc mượn ý tưởng Cổng Địa ngục như manga Hataraku Maou-sama! chapter 80, Dandadan chapter 121,v.v.